# Pelegrina volcana
Pelegrina volcana är en spindelart som beskrevs av Maddison 1996. Pelegrina volcana ingår i släktet Pelegrina och familjen hoppspindlar. Inga underarter finns listade i Catalogue of Life.